# Administration territoriale de Porto Rico

Carte des 78 municipalités de Porto Rico

Porto Rico n'a pas de divisions territoriales de premier niveau. L'île est divisée administrativement en 78 communes (municipios), considérées comme des divisions de second niveau; chaque commune élit un maire (alcalde) et un Conseil Municipal (Legislatura Municipal) pour une durée de quatre ans. Les communes se divisent en quartiers (barrios)  et ceux-ci en secteurs. 
Les communes de Porto Rico sont :
1. Adjuntas
2. Aguada
3. Aguadilla
4. Aguas Buenas
5. Aibonito
6. Añasco
7. Arecibo
8. Arroyo
9. Barceloneta
10. Barranquitas
11. Bayamón
12. Cabo Rojo
13. Caguas
14. Camuy
15. Canóvanas
16. Carolina
17. Cataño
18. Cayey
19. Ceiba
20. Ciales
21. Cidra
22. Coamo
23. Comerío
24. Corozal
25. Dewey sur l'île de Culebra
26. Dorado
27. Fajardo
28. Florida
29. Guánica
30. Guayama
31. Guayanilla
32. Guaynabo
33. Gurabo
34. Hatillo
35. Hormigueros
36. Humacao
37. Isabela
38. Jayuya
39. Juana Díaz
40. Juncos
41. Lajas
42. Lares
43. Las Marías
44. Las Piedras
45. Loíza
46. Luquillo
47. Manatí
48. Maricao
49. Maunabo
50. Mayagüez
51. Moca
52. Morovis
53. Naguabo
54. Naranjito
55. Orocovis
56. Patillas
57. Peñuelas
58. Ponce
59. Quebradillas
60. Rincón
61. Río Grande
62. Sabana Grande
63. Salinas
64. San Germán
65. San Juan
66. San Lorenzo
67. San Sebastián
68. Santa Isabel
69. Toa Alta
70. Toa Baja
71. Trujillo Alto
72. Utuado
73. Vega Alta
74. Vega Baja
75. Vieques
76. Villalba
77. Yabucoa
78. Yauco